# Estación Ollantaytambo
La estación Ollantaytambo es una estación de trenes ubicada en el pueblo de Ollantaytambo, en el distrito homónimo de la provincia de Urubamba del departamento del Cusco, Perú. Administrada por la empresa Ferrocarril Trasandino, recibe trenes del ramal Sur Oriente del Ferrocarril del Sur siendo la última estación antes de llegar a Aguas Calientes para llegar a las ruinas de Machu Picchu. Este tramo es cubierto por las empresas PeruRail e Inca Rail.

## Servicios
La estación es la de mayor frecuencia de todas las estaciones del Tramo Sur Oriente del Ferrocarril del Sur por ser la preferida por los turistas que van rumbo a Machu Picchu. Adicionalmente, de esta estación parte el servicio "tren local" de la empresa PeruRail que es un servicio exclusivo para habitantes locales que utilizan el tren como medio de transporte ordinario.
Mientras, por la época de lluvias, las estaciones de Poroy y San Pedro no atienden entre los meses de enero a marzo, la estación de Ollantaytambo atiende todo el año.